# 高一元
高一元（？—？），河南人，清朝政治人物。贡生出身。
顺治三年（1646），擔任清朝首任廣州府南海縣知縣。后由鍾人鏡接任。